# 弗朗赛
弗朗赛（法語：Françay，法語發音：[fʁɑ̃sɛ]）是法国卢瓦-谢尔省的一个市镇，位于该省西部，属于布卢瓦区。

## 地理
弗朗赛（47°37'4"N, 1°7'33"E）面积20.31 平方千米，位于法国中央-卢瓦尔河谷大区卢瓦-谢尔省，该省份为法国中北部省份，北起厄尔-卢瓦省，东北接卢瓦雷省，东南接谢尔省，南至安德尔省，西南接安德尔-卢瓦尔省，西北接萨尔特省。
与弗朗赛接壤的市镇（或旧市镇、城区）包括：贡贝尔让、埃尔博、朗科姆、朗德勒戈卢瓦、圣西尔迪戈、圣艾蒂安德盖雷、桑特奈。

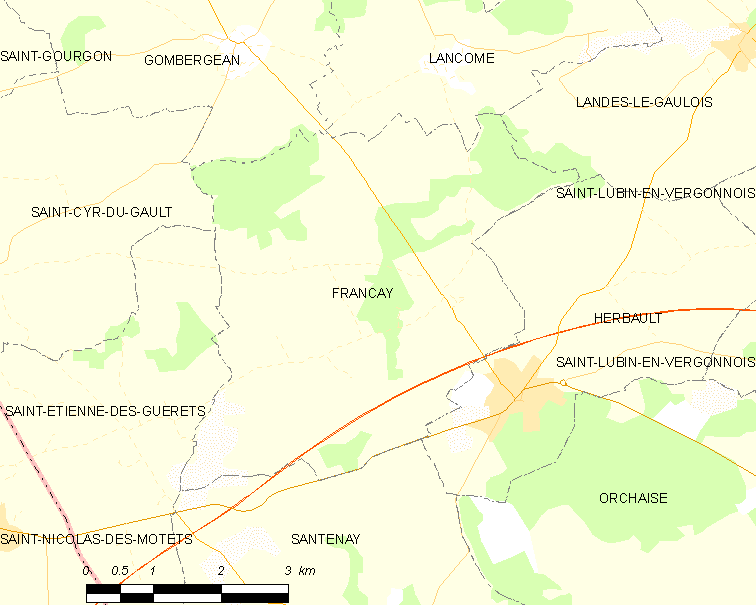
弗朗赛的OSM定位图

弗朗赛的时区为UTC+01:00、UTC+02:00（夏令时）。

## 行政
弗朗赛的邮政编码为41190，INSEE市镇编码为41093。

## 政治
弗朗赛所属的省级选区为卢瓦尔河畔沃赞县。

## 人口

1962-2008年间弗朗赛人口变化图示

弗朗赛于2022年1月1日时的人口数量为271人。